# Robert Neish
Robert James Neish AFC CD (* 22. April 1940 im Saint Andrew Parish) ist ein ehemaliger jamaikanischer Offizier.

## Leben
Robert Neish wurde geboren als Sohn des Buchhalters und Captains James V. Neish und seiner Ehefrau Marion Aitken-Neish. Neish besuchte in St. Andrew die Preparatory School, danach im Saint Elizabeth Parish das Munro College (Internat) und zuletzt in Kingston das Jamaica College.
Nach der Schulausbildung trat er in seiner Heimat dem West India Regiment (WIR) der British Army bei, besuchte die Royal Military Academy Sandhurst, School of Infantry (Infanterieschule) in Warminster, Wiltshire, und das Staff College Camberley. Nach der Gründung der Jamaica Defence Force (JDF) war er Angehöriger des 1. Bataillons/Jamaica Regiment (1JR) und wurde 1958 zum Jamaica Defence Force Air Wing versetzt, den er im Dienstgrad Major von 1965 bis 1969 in der Funktion des Commanding Officers befehligte. Am 24. Juni 1967 heiratete er Janet E. Wells. Aus der Ehe gingen zwei Söhne hervor. Für einen Luftrettungseinsatz beim 1. Bataillon des britischen Lancashire Fusiliers Regiment, dass sich bei einer Übung auf dem Blue Mountain Peak befand, wurde er 1968 mit dem Air Force Cross ausgezeichnet.
Von 1973 bis 1977 war er im Dienstgrad Lieutenant Colonel Kommandeur des Support and Services Battalions. Die Beförderung zum Colonel erfolgte 1977 in der Funktion als Colonel-Adjutant und Quartiermeister des Hauptquartiers der Jamaica Defence Force im Up Park Camp. 1979 wurde er im Alter von 39 Jahren militärischer Oberbefehlshaber (Chief of Staff) der jamaikanischen Streitkräfte, einhergehend mit der Beförderung zum Brigadier. Er war damit der bislang jüngste Oberbefehlshaber und mit einer Verweildauer im Amt von elf Jahren auch der bislang längsten amtierende Chief of Staff. 1982 erfolgte die Ernennung zum Major General. In seine Amtszeit als Befehlshaber fielen der erste Große Zapfenstreich der Jamaica Defence Force, die erste Teilnahme einer jamaikanischen Bobmannschaft bei den Olympischen Winterspielen in Calgary 1988, die Aufstellung des 2. Bataillons/Jamaica Regiment (2JR) sowie mit dem Einsatz in Grenada von 1983 bis 1985 nach der US-Invasion die größte Auslandsoperation des jamaikanischen Militärs.
Neish war Vorsitzender der Jamaica Legion und der Digicel-Stiftung, geschäftsführender Vorsitzender des Bustamante Institute of Public and International Affairs, Ehren-Vizepräsident des Jamaica Scout Councils, Mitglied im Zentralkomitee des jamaikanischen Roten Kreuzes und für Jamaika Mitglied im St.-John-Beirat.

## Auszeichnungen
- 1968: Air Force Cross (AFC), Vereinigtes Königreich
- Commander des Order of Distinction (CD)
- Aide-de-camp (ADC)